# Kiki (album)
Kiki è il primo album in studio della cantautrice statunitense Kiana Ledé, pubblicato il 3 aprile 2020 dalla Republic Records.

## Pubblicazione
La copertina del disco è stata scattata di fronte alla casa in cui è cresciuta, in Phoenix.

## Tracce
1. Cancelled – 2:47
2. Movin – 3:07
3. Mad at Me – 2:16
4. Chocolate (feat. Ari Lennox) – 3:07
5. Forfeit (feat. Lucky Daye) – 4:03
6. Second Chances (feat. 6lack) – 3:13
7. Crazy – 2:16
8. Plenty More – 3:29
9. Skiterlude – 1:50
10. Labels (feat. Moneybagg Yo e Bia) – 2:36
11. Honest – 2:39
12. Feel a Way – 2:48
13. Good Girl (feat. Col3trane) – 3:14
14. Attention – 3:23
15. Separation (feat. Arin Ray) – 2:38
16. Protection – 3:52
17. No Takebacks – 2:25

## Classifiche
| Classifica (2020) | Posizione massima |
| ----------------- | ----------------- |
| Stati Uniti       | 30                |